# Az Igazság Ligája: Háború
Az Igazság Ligája: Háború (eredeti cím: Justice League: War) 2014-ben megjelent amerikai 2D-s számítógépes animációs film, amely eredetileg DVD-n jelent meg és amely a DC animációs filmuniverzum 1. filmje. A forgatókönyvet Heath Corson írta, Jay Oliva rendezte, a zenéjét Kevin Kliesch szerezte. A Warner Bros. Animation készítette, a Warner Home Video forgalmazta. Amerikában 2014. február 4-én adták ki DVD-én, Magyarországon 2015. február 8-án mutatta be az HBO.

## Ismertető
Különös szörnyek tűnnek fel, szerte a világban. Darkseid paradémon serege elözönli a bolygót, uruk vezetésével, hogy igába hajtsák azt. A szuperhősök kezdetben egyedül próbálnak meg szembeszállni a fenyegetéssel, de rá kell jönniük, hogyha meg akarják menteni a földet, akkor össze kell fogniuk egymással. Superman, Batman, Wonder Women, Zöld Lámpás, Flash, Shazam és Cyborg, személyes ellentéteiket félretéve elszántan harcolnak a megszálló erőkkel, s együttes erővel sikerül elűzniük Darkseid-ot és paradémonjait a bolygóról, végül más hasonló jellegű támadástól tartva megalapítják az Igazság Ligáját.

## Szereplők
| Szereplő                    | Eredeti hang       | Magyar hang       |
| --------------------------- | ------------------ | ----------------- |
| Bruce Wayne / Batman        | Jason O'Mara       | Széles Tamás      |
| Clark Kent / Superman       | Alan Tudyk         | Czvetkó Sándor    |
| Diana Prince / Wonder Woman | Michelle Monaghan  | Németh Borbála    |
| Hal Jordan / Zöld Lámpás    | Justin Kirk        | Zámbori Soma      |
| Barry Allen / Flash         | Christopher Gorham | Szabó Máté        |
| Victor Stone / Cyborg       | Shemar Moore       | Varga Gábor       |
| Billy Baston / Shazam       | Zach Callison      | ifj. Boldog Gábor |
| Billy Baston / Shazam       | Sean Astin         | Jakab Márk        |
| Darkseid                    | Steven Blum        | Barbinek Péter    |
| Desaad                      | Bruce Thomas       | Vári Attila       |
| Silas Stone                 | Rocky Carroll      | Jakab Csaba       |
| Steve Trevor                | George Newbern     | Sörös Miklós      |

### Magyar változat[2]
- Magyar szöveg: Csizmás Kata
- Hangmérnök: Kardos Péter
- Vágó: Kajdácsi Brigitta
- Gyártásvezető: Fehér József
- Szinkronrendező: Haber Andrea
- Felolvasó: Bozai József

További magyar hangok: Bácskai János, Bárány Virág, Berecz Kristóf Uwe, Czifra Krisztina, Élő Balázs, Fehérváry Márton,Gacsal Ádám, Gyurin Zsolt, Hábermann Lívia, Kapácsy Miklós, Király Adrián, Lipcsey-Colini Borbála, Németh Kriszta, Pál Tamás,Rosta Sándor, Stern Dániel, Szórádi Erika, Szűcs Anna Viola, Tarján Péter, Vida Bálint, Vida Sára
A szinkront az HBO megbízásából a Mafilm Audio Kft. készítette, 2015-ben.